# Eugenio d'Ors
Eugenio d'Ors Rovira (Barcelona, 28 de septiembre de 1881-Villanueva y Geltrú, 25 de septiembre de 1954) fue un escritor, ensayista, jurista, periodista, dibujante, filósofo y crítico de arte español, activo militante de la derecha conservadora española, y adscrito ideológicamente al falangismo, al tradicionalismo español y al catalanismo.Escribió tanto en castellano como en catalán.

## Biografía

### Infancia y formación

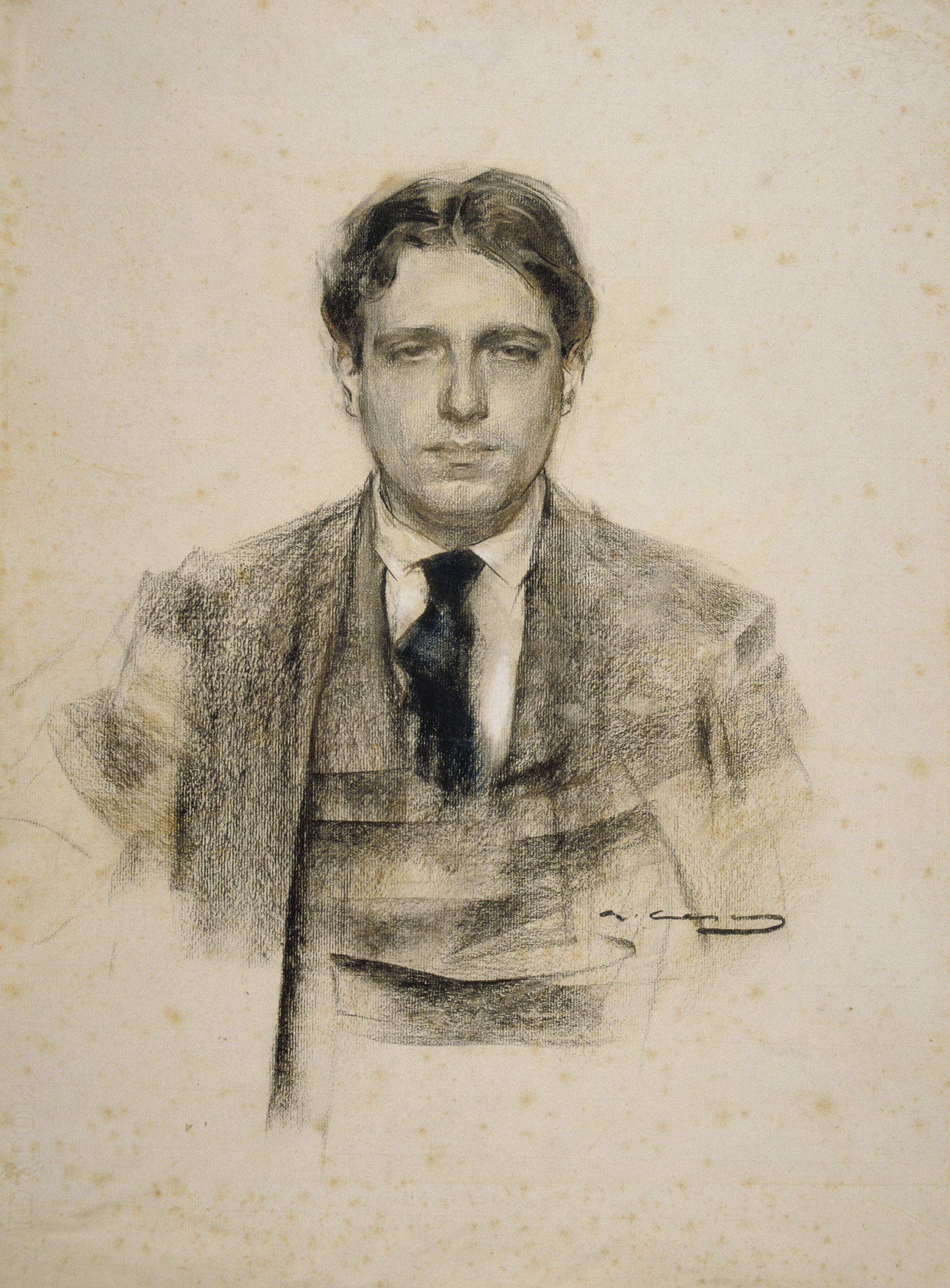
Eugenio d'Ors visto por Ramon Casas (MNAC).

Eugenio d'Ors se formó en los ambientes literarios modernistas y participó en sus años de juventud, entre los dieciocho y veinticinco años, en esta estética. Comenzó la carrera de Leyes en la Universidad de Barcelona en 1897, que simultaneó con la de Filosofía y Letras en la especialidad de estudios literarios. 
Al terminar en 1903 sus estudios en Leyes con el Premio Extraordinario de Licenciatura, se matriculó en Madrid en los cursos de doctorado y continuó con la actividad periodística, que fue haciéndole cada vez más famoso con el seudónimo de «Xenius», aunque también utilizó como escritor o dibujante los de «Octavio», «Octavi de Romeu», «Joan de Deu Politeu», «El Guaita», «Miler» y «Xan», y como traductor el de «Pedro Llerena».

### Novecentismo
Colaboró en las revistas literarias de la época como Quatre gats, La Creu del Montseny, Pèl & Ploma o Auba. En sus escritos de crítica de arte en El Poble Català durante la segunda mitad de 1904 y la primera de 1905, comenzó a desear una regeneración artística de Cataluña, y así, si bien frecuentaba en las tertulias del café barcelonés de Els Quatre Gats, a las que asistían artistas de la talla de Picasso, su profunda sintonía con los planteamientos estéticos del arte clásico de Grecia y Roma le hizo romper con el modernismo principalmente por el rechazo del individualismo y el naturalismo de la estética modernista, así como del sentimentalismo y la espontaneidad en la creación artística y la esterilidad del tradicionalismo catalanista anclado en el ruralismo y el folclore. El arte por el arte carecía de un fin realmente unitario para sintetizar los distintos esfuerzos invertidos en la modernización. Según Javier Varela Tortajada, D'Ors dio durante sus primeros años señales «de ser un nacionalista exaltado».
Para la realización de esta renovación de la sociedad propuso D'Ors un proyecto esencialmente educativo que denominó noucentisme o novecentismo, que intentó llevar a cabo principalmente en dos vertientes, la artística y la política.
En mayo de 1906, marchó a París como corresponsal del periódico La Veu de Catalunya, utilizando el seudónimo de Pinpin Nicolson, y volvió en septiembre a Barcelona para contraer matrimonio con María Pérez Peix, escultora y discípula de Rodin, regresando a París para instalarse allí hasta 1910. Fruto de su unión, nacerán Víctor, arquitecto, Juan Pablo, médico, militar, escritor y dibujante (nacido en 1909, citado en Juan d'Ors) y Álvaro, jurista. La pareja se divorció antes de la guerra civil española.

### Glosas
Desde 1906, la actividad de Eugenio d'Ors en los medios culturales barceloneses cuajó y encontró su mejor altavoz en el Glosari. Las glosas son unos breves comentarios diarios en la prensa, al hilo de la actualidad, pero con una inusitada hondura reflexiva. En ellas aspiraba a auscultar lo que D'Ors denominaba «las palpitaciones de los tiempos» para catalizar los afanes de renovación cultural y social que advertía en la Cataluña de su tiempo. Eran parte de su misión educativa para la reforma moral de Cataluña. El Glosari, a lo largo de dieciséis años en la prensa diaria catalana mediante cerca de cuatro mil glosas, se convertiría con el transcurso de los años en el medio de expresión más efectivo y público de sus pensamientos. Gracias a su trabajo como glosador y a una beca que recibió en 1908 de la Diputación de Barcelona para estudiar los órganos culturales de París y las nuevas tendencias científicas, pudo dedicar su tiempo a familiarizarse con el pensamiento y la ciencia que se estaba desarrollando en aquellos años en Europa. Su estilo, sin embargo, le valió algún reproche, como el de Josep Pla: «Eugenio d'Ors habla en cursiva».
En París descubrió las ciencias, asistió a numerosos cursos y seminarios de filosofía y de psicología experimental y recibió clases de Henri Bergson, Boutroux y Marie Curie. En los años de París, D'Ors experimentó la seducción de las doctrinas del pragmatismo estadounidense de Peirce y James, que comenzaban a difundirse a principios de siglo. En diciembre de 1907, en una glosa titulada Pragmatisme, se definirá a sí mismo como un pragmatista, movido por los mismos afanes de los pensadores norteamericanos, a los que aspira a superar mediante el reconocimiento de una dimensión estética de la acción humana no reductible a la meramente utilitaria. Presentó sus trabajos en 1908 en el III Congreso Internacional de Filosofía que se celebró en Heidelberg. Su pretensión era intentar una síntesis armónica entre el método de la filosofía y el de la ciencia que diera lugar a una visión completa y unitaria del ser humano. Volvió temporalmente a Barcelona a finales de 1908 y propuso para la primavera de 1909 una serie de lecciones en el local de los Estudis Universitaris Catalans que se celebraron en abril. El tema de las cuatro lecciones estaba dentro del curso Lógica y Metodología de las Ciencias y el título fue La lógica como fenómeno diastásico. En agosto de 1909 participaría en el VI Congreso de Psicología que se celebró en Ginebra con el trabajo La fórmula biológica de la lógica que había redactado a partir de las clases que había preparado para el seminario de Barcelona. Las lecciones que programó D'Ors para la primavera de 1909 en Barcelona continuaron en diciembre. Las clases de este segundo ciclo tuvieron como tema central el estudio de la atención. 
En 1910 se instala de nuevo en Barcelona. En 1911 es nombrado secretario del Instituto de Estudios Catalanes.

### Licenciatura en Filosofía

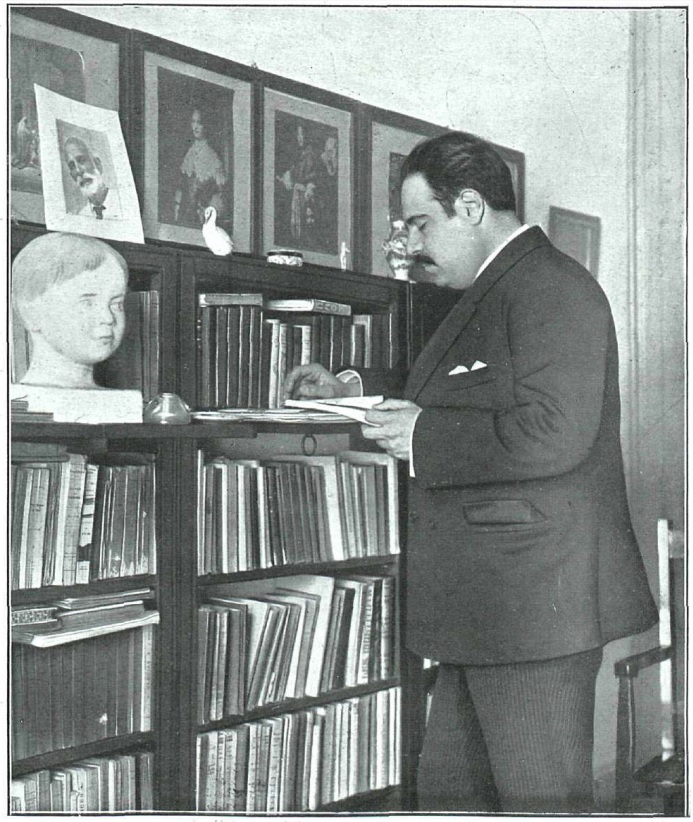
D'Ors, fotografiado en su biblioteca por Campúa (1916).

En 1912 se licenció en Filosofía en la Universidad de Barcelona y en 1913 se doctoró con una tesis inédita hasta 2009 titulada Los argumentos de Zenón de Elea y la noción moderna de Espacio-Tiempo. En enero de 1914 se presentó en Madrid a unas oposiciones para la Cátedra de Psicología Superior de la Universidad de Barcelona, pero solo contó con el voto favorable de José Ortega y Gasset. La decepción de aquella derrota la curó D'Ors con tres conferencias, De la amistad y el diálogo, Aprendizaje y heroísmo y Grandeza y servidumbre de la inteligencia, impartidas en la Residencia de Estudiantes de Madrid. En Cataluña el fracaso de Eugenio d'Ors en las oposiciones fue en cierto modo compensado por su nombramiento en abril de ese mismo año como Director de Educación Superior en el Consejo de Pedagogía de la Mancomunidad de Cataluña.
En 1914 publicó su primer libro de filosofía: La filosofía del hombre que trabaja y que juega. Se trata de una antología de sus escritos filosóficos publicados hasta entonces en forma de glosas —artículos sueltos o series de artículos en su Glosario en la prensa— o de trabajos académicos, precedida de una introducción de Manuel García Morente, y que incluye a modo de epílogo unos breves comentarios de Federico Clascar, Diego Ruiz y Miguel de Unamuno sobre el pensamiento orsiano. Fue la segunda década del siglo años intensos de gran actividad que culminarán con su participación personal en la acción política entre 1917 y 1919 como Director de Instrucción Pública de la Mancomunidad de Cataluña. Sin embargo, su actuación en estos años generará tantas envidias, suspicacias y vanidades que finalmente se verá forzado a retirarse. En enero de 1920 su actuación política será sometida a debate en la Asamblea General de la Mancomunidad y globalmente censurada. Se trata verdaderamente de La defenestración de Eugenio d'Ors, como tituló Guillermo Díaz-Plaja su libro, en el que reproduce los principales documentos de este affaire. Eugenio d'Ors saldó aquella disputa en la Asamblea General con el exilio voluntario de Cataluña.

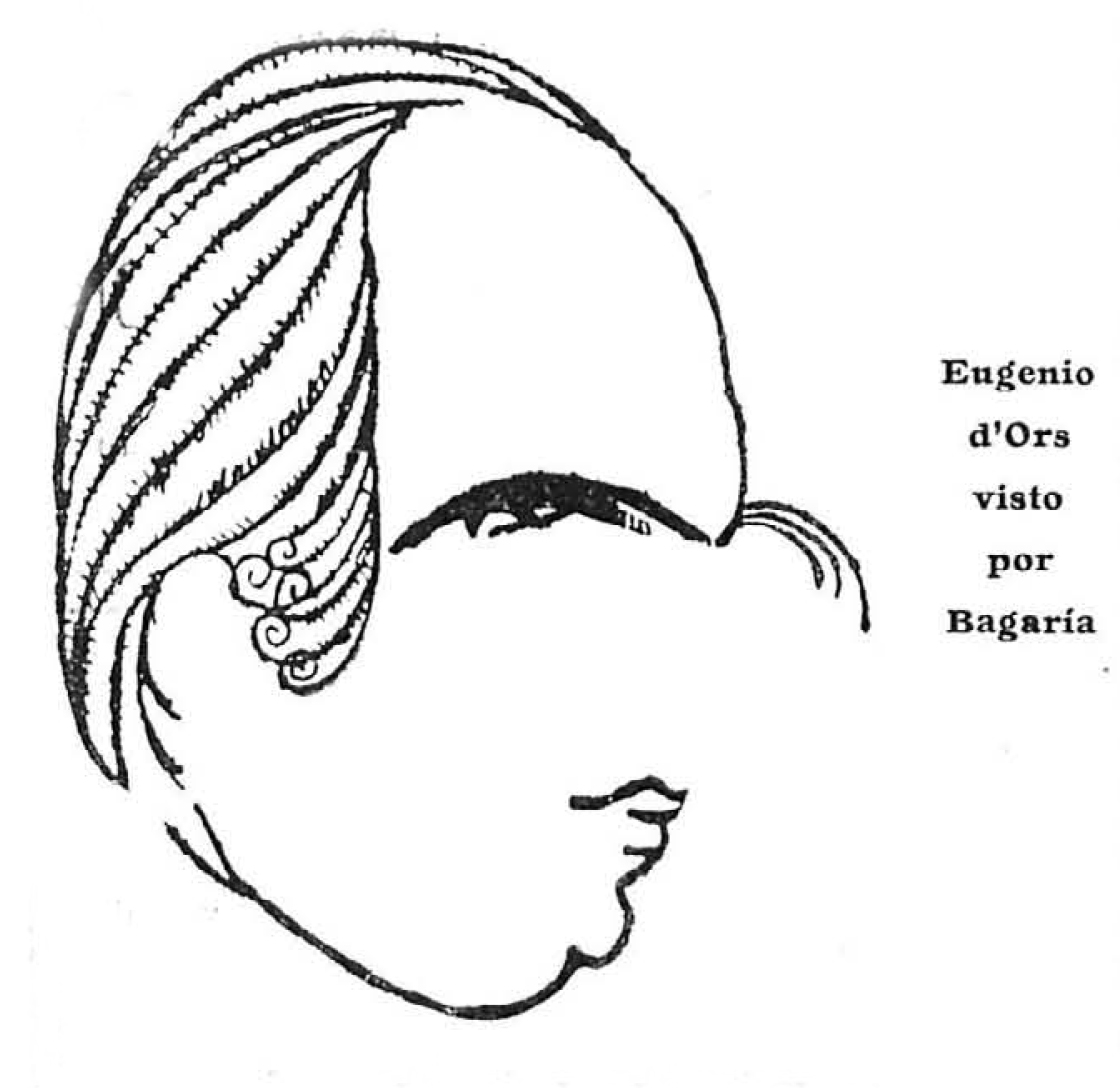
Eugenio d'Ors visto por Bagaría (Nuevo Mundo, agosto de 1926)

En 1920 se trasladó a Madrid y fijó allí su residencia. Desde Madrid viajaría en 1921 hasta Argentina, invitado por el Colegio Novecentista, para impartir unos cursos sobre su Doctrina de la Inteligencia. En 1923 reanudó la empresa del Glosario, esta vez en castellano en el diario ABC. El cambio de lengua no afectó al núcleo básico de su filosofía pero sí acrecentó su proyección nacional e internacional. En estos años escribirá algunas de sus obras más conocidas: Tres horas en el Museo del Prado (1922), el drama Guillermo Tell (1926), La vida de Goya (1928). En 1927 fue elegido miembro de la Real Academia Española, y en ese mismo año volvió temporalmente a París como representante de España en el Instituto Internacional de Cooperación Intelectual. Los años de Francia fueron también muy fecundos en publicaciones, en especial, sobre arte: Paul Cézanne (1930), Pablo Picasso (1930) y Du Baroque (1935).

### Labor cultural durante el franquismo
En París le sorprendió la guerra civil española. Allí permaneció por el conflicto que asolaba España, hasta que a mediados de 1937 se trasladó a Pamplona, donde reanudó su Glosario en el diario Arriba España, y comenzó a colaborar en la reorganización de las instituciones culturales del bando nacional, en cuyo ejército combatían sus tres hijos. 

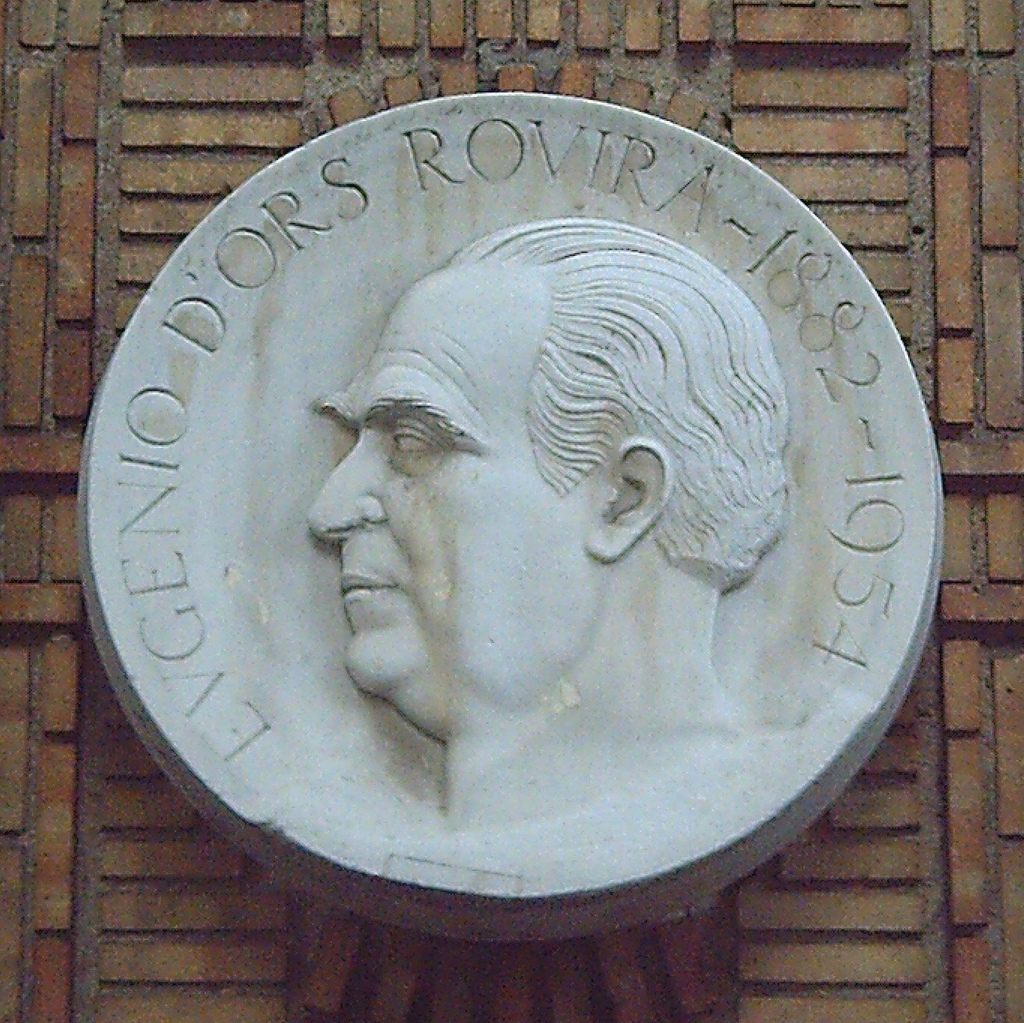
Medallón con la efigie de D'Ors, por F. Marés. Detalle del monumento al escritor en Madrid (1963).

También colaboró con la revista Jerarquía. En 1938, bajo el ministerio de Pedro Sainz Rodríguez, participó en la creación del Instituto de España, del que fue nombrado secretario perpetuo, que era la unión de las Academias. Fue nombrado también jefe nacional de Bellas Artes. En esa condición consiguió reunir en Ginebra y recuperar para el «Nuevo Estado» franquista los tesoros del Museo del Prado que habían sido enviados temporalmente por el anterior gobierno de la República durante la guerra. Al volver a Madrid se instaló primero en un hotel de la Gran Vía y poco después en una casona de aire señorial de la madrileña calle del Cordón n.º 4, en cuya fachada se colocó en 1956 una lápida en su memoria. A lo largo de la década de 1940, Eugenio d'Ors desarrolló una amplia y generosa tarea de propaganda dentro de España y de representación del franquismo en los foros culturales europeos.
Colaboró en importantes diarios y revistas de todo el mundo. Miembro de la Real Academia Española y de la de Bellas Artes de San Fernando, impartió conferencias en diversos foros. Destacó como ensayista y como creador de un particular género de ensayo: la glosa.

### Academia Breve de Crítica de Arte
Desde 1942 D'Ors se vuelca con la Academia Breve de Crítica de Arte, primera institución española de difusión del arte moderno y contemporáneo tras la Guerra Civil. Su actividad se desarrolla desde el 12 de mayo de 1942 al 25 de septiembre de 1954, principalmente en Madrid. Teniendo un prólogo en la exposició homenaje a Isidre Nonell, celebrada en 1942, y un epílogo en la denominada "Última Exposición", homenaje póstumo a D'Ors en 1955, y celebrada en la Dirección General de Bellas Artes. Sus patrocinadores fueron un grupo heterogéneo de amantes del arte entre los que se encontraban críticos, coleccionistas, diplomáticos, galeristas, médicos o arquitectos. Encabezados por el propio D'Ors los otros diez componentes fueron José María Alfaro, José de Baviera, Carlos Blanco Soler, José Camón Aznar, condesa de Campo Alange (María Laffitte), Yakichiro Suma, Eduardo Llosent Marañón, Luis Felipe Vivanco y Zarega Fombona.

## Muerte y entierro

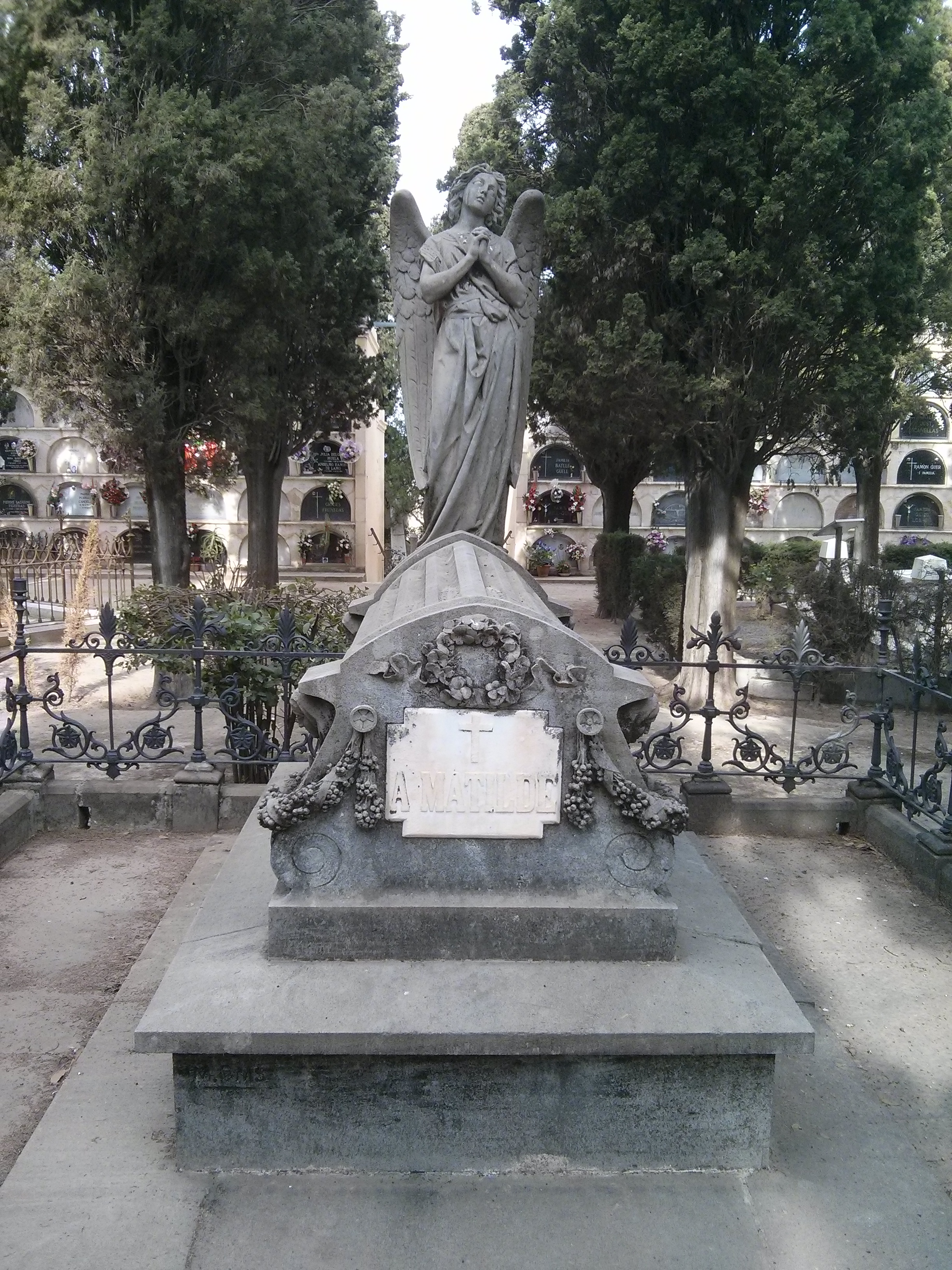
Tumba de Eugenio D'Ors

Eugenio d'Ors murió en Villanueva y Geltrú en 25 de septiembre de 1954. En un artículo del diario La Vanguardia, fechado el 26 de septiembre de 1954, donde se indican todos los detalles y se elogia la figura del académico —considerado «un gran escritor de España»—, se señala que el óbito se produjo a las 8,30 de la mañana y que fue consecuencia de una insuficiencia cardíaca que ya se había puesto de manifiesto en meses anteriores y que había llevado al prolífico autor a una progresiva debilidad. Su cadáver fue depositado en el cementerio de Villanueva y Geltrú a la espera de ser trasladado al cementerio de Villafranca del Panadés, donde finalmente fue enterrado con todos los honores, algo que sucedió por expreso deseo del intelectual, que el día anterior a su muerte había enviado al diario Arriba la que sería su última crónica titulada «Anatomía de la elegancia».

No fui yo siempre amigo de Eugenio d'Ors. No hablé yo de él siempre de la misma manera, aunque de algún tiempo a esta parte él sabía que tenía en mí un adicto de sus claros valores. Y también por todo eso quiero, necesito, que mi nombre esté ahora cerca del suyo, en ese domingo hondo y tremendo en que los cipreses altos, como verdes espadas del cementerio de Villafranca, saben ya que van a dar sombra definitiva a este sol de las letras españolas que se extingue a orillas del mar.

(Palabras de despedida de César González-Ruano, La Vanguardia)

Fonxo Blanc, en el libro El cementerio de Vilafranca del Panadés, cuenta la historia de la tumba en la que fue enterrado Eugenio d'Ors. Al parecer en 1917 Eugenio hizo una visita al cementerio de dicha ciudad, quedando prendado de la tumba en la que se puede leer un enigmático epitafio que reza, "A Matilde". Eugenio d'Ors se afincó en Villanueva y Geltrú pasada ya la guerra civil, algo que hizo que su relación con la cercana Villafranca del Panadés fuera cada vez más sólida hasta el punto de llegar a ser nombrado hijo adoptivo de la villa. 
Así mismo, Eugenio d'Ors supo que en realidad la tal Matilde era una pariente lejana suya, ya que fue hija adoptiva de su bisabuelo, quien entre otras cosas hizo las Américas. Su bisabuelo estuvo casado dos veces, Matilde pertenecía a una de las ramas hereditarias, en tanto que Eugenio pertenecía a la otra rama. El entierro en la tumba de Matilde no fue fácil, ya que la tumba era de otros, pero finalmente el Ayuntamiento de la villa recuperó la titularidad del panteón, donde resultó que estaban enterrados, el marido de Matilde, su madre y su padrastro, es decir, el bisabuelo de Eugenio d'Ors.

## Obras

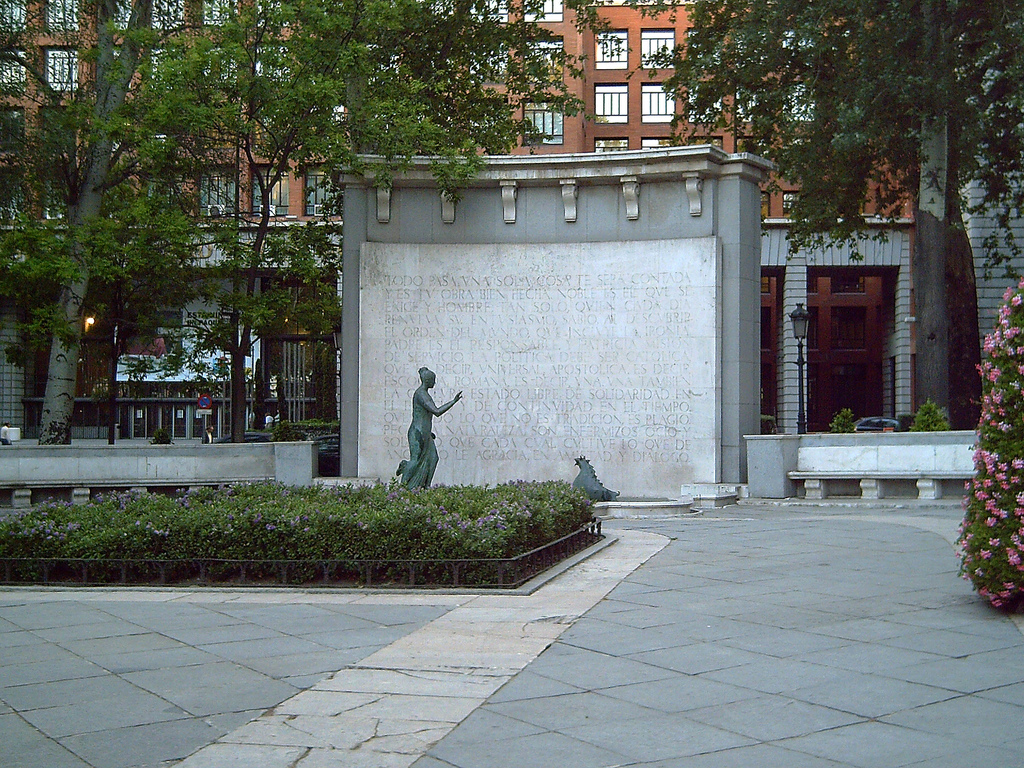
Lado este del monumento a Eugenio d'Ors del paseo del Prado de Madrid (1963).

- La muerte de Isidro Nonell. (1905) Madrid: Ediciones "El Banquete", 1905.
- La ben plantada. (1911) Barcelona: Edicions 62 i "la Caixa", 1992, Traducción al castellano: Barcelona: Planeta, 1982.
- La Filosofía del hombre que trabaja y que juega (1914). Madrid: Libertarias/Prodhufi, 1995.
- Flos Sophorum. Ejemplario de la vida de los grandes sabios. Barcelona: Seix Barral, 1914.
- De la amistad y del diálogo. (1914) Madrid: Publicaciones de la Residencia de Estudiantes, 1919.
- Aprendizaje y heroísmo. Madrid: Publicaciones de la Residencia de Estudiantes, 1915.
- Una Primera Lección de Filosofía. (1917) Madrid: La Lectura, 1926.
- Oceanografia del Tedi. Barcelona: Quaderns d'Estudis, 1918 / Barcelona: Selecta, 1948 / Barcelona: Edicions 62, 1988 / Barcelona: Quaderns Crema, 1994.
- Grandeza y servidumbre de la inteligencia. Madrid: Publicaciones de la Residencia de Estudiantes, 1919.
- La vall de Josafat. Madrid: Athenea, 1921 / Madrid: Espasa Calpe, 1946. (Trad. Rafael Marquina.)
- Tres horas en el Museo del Prado. Itinerario estético. (1922) Madrid: Editorial América Ibérica, 1992.
- Introducción a la filosofía. Buenos Aires: Agencia General de librería y publicaciones, 1921.
- Cuando ya esté tranquilo. Madrid: Renacimiento, 1930.
- Introducción a la vida angélica. Buenos Aires: Editoriales Reunidas, 1939 / Madrid: Tecnos, 1986.
- Gnómica. Madrid: 1941.
- Epos de los Destinos. Madrid: Editora Nacional, 1943.
- La civilización en la historia. La Historia del Mundo en 500 palabras. Madrid: Ediciones Españolas, 1943.
- Lo barroco. Madrid: Aguilar, 1944 / Madrid: Tecnos, 1993.
- Mis salones. Madrid: Aguilar, 1945.
- Estilos del pensar. Madrid: Ediciones y Publicaciones Españolas, 1945.
- Index Sum. Madrid: Aguilar, 1946.
- El secreto de la filosofia. Barcelona: Aguilar, 1947.
- Obra catalana completa (1906-1910) Barcelona: Selecta, 1950.
- La verdadera historia de Lidia de Cadaqués. Barcelona: José Janés, 1954.
- La ciencia de la cultura. Madrid: Rialp, 1964.
- Cartas a Tina. Barcelona: Plaza & Janés, 1967.
- Glosari (1915-1917) Barcelona: Quaderns Crema, 1990.
- Papers anteriors al Glosari (1887-1906) Barcelona: Quaderns Crema, 1994.
- Novísimo Glosario (1944-1945) Madrid: Aguilar, 1946.
- Nuevo Glosario (1920-1943) Madrid: Aguilar, 1947.
- El apasionado mundo del atado de zapatillas. Madrid: Ediciones y Publicaciones Españolas, 1975.
- Ricardo Parellada, ed. (2009). Las aporías de Zenón de Elea y la noción moderna del espacio-tiempo (1 edición). Encuentro. p. 144. ISBN 9788474909555.
- Confesiones y recuerdos. Editorial Pre-Textos. 2000.
- La vida breve. Editorial Pre-Textos. 2003.
- Els fenòmens de l'atenció. (ed. Víctor Pérez Flores con prólogo de Xavier Pla) Santa Coloma de Queralt: Obrador Edèndum, 2017 sumario pdf.

Poesía
- De la ermita al Finisterre. Granada: Comares, 1998.

Teatro
- Guillermo Tell, 1926.
- El nou Prometeu encadenat. Barcelona: Edicions 62, 1966.

## Reconocimientos
- Gran Cruz de la Orden Civil de Alfonso X el Sabio (1952)[10]

## Premios y reconocimientos bajo su nombre
- Medalla Eugenio d'Ors, Desde 1950, Premio a las artes plásticas y artísticas fundado por el arquitecto y empresario Don Federico Serrano Oriol.

## Descendientes
- Álvaro d'Ors, hijo.
- Víctor d'Ors, hijo.
- Juan Pablo d'Ors, hijo.
- Carlos d'Ors, nieto.
- Alfonso d'Ors, nieto.
- Ángel d'Ors Lois, nieto.
- Esperanza d'Ors, nieta.
- Mauricio d'Ors, nieto.
- Pablo d'Ors, nieto.
- Juan d'Ors, nieto.
- Miguel d'Ors, nieto.
- Javier d'Ors, nieto.
- Alfonso d'Ors, bisnieto.
- Ana d'Ors, bisnieta.
- Santiago d'Ors, bisnieto.